# Un duende a rayas
Un duende a rayas (ISBN: 84-348-10117-4) es una obra de literatura infantil de la escritora María Puncel (Premio Lazarillo 1971). La obra resultó finalista del Premio El Barco de Vapor 1981.

## Sinopsis
Rayas es un duende muy especial, pues no se trata de un duende verde, un duende rojo ni un duende azul: ¡es un duende a rayas! 
El duende realiza un viaje de descubrimiento, durante el cual se va encontrando con otros personajes que emiten juicios sobre él. De este modo, el duende es definido por los demás como alto y bajo, perezoso y trabajador, inteligente y bobo, lento y rápido... Así comprende que todo depende de la mirada con la cual se observe a la persona. 
Posteriormente, se encuentra con un duende negro arrugado, al que todos rehúyen, pues lo consideran malvado. Sin embargo, Rayas comprende que, si se le trata con cariño, el duende negro arrugado se mostrará agradecido y se portará bien con los demás. Finalmente, así ocurre.